# Hinnerk
Hinnerk ist ein männlicher Vorname.

## Herkunft und Bedeutung
Hinnerk ist eine norddeutsche Form des Vornamens Heinrich. Er kann auch als Familienname auftreten.

## Namensträger
- Hinnerk Baumgarten (* 1968), deutscher Radio- und Fernsehmoderator
- Hinnerk Bodendieck (* 1965), deutscher Maler, Grafiker und Illustrator
- Hinnerk Fock (1943–2025), deutscher Politiker (FDP)
- Hinnerk Jensen (* vor 1962), Schauspieler, freischaffender Produktionsleiter und Herstellungsleiter
- Hinnerk Köhn (* 1993), deutscher Moderator, Slam-Poet und Autor
- Hinnerk Scheper (1897–1957), deutscher Farbgestalter, Fotograf und Denkmalpfleger
- Hinnerk Schönemann (* 1974), deutscher Schauspieler
- Hinnerk Wehberg (* 1936), deutscher Landschaftsplaner und Architekt
- Hinnerk Wißmann (* 1971), deutscher Staatsrechtslehrer